# Prior Velho
Prior Velho é uma vila portuguesa que foi sede da extinta Freguesia de Prior Velho do Município de Loures, no Distrito de Lisboa, freguesia que tinha 1,32 km² de área e 7 136 habitantes (2011), donde uma densidade populacional de 5 406,1 hab/km². 
A Freguesia de Prior Velho, que havia sido constituida em 1989, foi extinta em 2013 tendo sido agregada à freguesia de Sacavém para criar a União das Freguesias de Sacavém e Prior Velho. Entretanto, em 2022, o Tribunal Constitucional decidiu verificada a constitucionalidade e a legalidade do referendo local que a Assembleia de Freguesia da União das Freguesias de Sacavém e Prior Velho deliberou realizar, contendo a pergunta «Concorda com a separação da União das Freguesias de Sacavém e Prior Velho?».
Por sua vez, em 2009, a povoação de Prior Velho foi elevada à categoria de vila.

## Geografia
Localizada no sudoeste do Município, a Freguesia do Prior Velho faz fronteira com as freguesias de Camarate, a oeste, Portela de Sacavém, a este, Sacavém, a norte (em Loures), e Santa Maria dos Olivais, a sul (em Lisboa).
Incluia as localidades de Figo Maduro, Prior Velho e Quinta da Francelha. Integrava ainda no seu território parte do Aeroporto de Lisboa e a Base Aérea de Figo Maduro.

## População
| População da freguesia de Prior Velho | População da freguesia de Prior Velho | População da freguesia de Prior Velho | População da freguesia de Prior Velho | População da freguesia de Prior Velho | População da freguesia de Prior Velho | População da freguesia de Prior Velho | População da freguesia de Prior Velho | População da freguesia de Prior Velho | População da freguesia de Prior Velho | População da freguesia de Prior Velho | População da freguesia de Prior Velho | População da freguesia de Prior Velho | População da freguesia de Prior Velho | População da freguesia de Prior Velho |
| ------------------------------------- | ------------------------------------- | ------------------------------------- | ------------------------------------- | ------------------------------------- | ------------------------------------- | ------------------------------------- | ------------------------------------- | ------------------------------------- | ------------------------------------- | ------------------------------------- | ------------------------------------- | ------------------------------------- | ------------------------------------- | ------------------------------------- |
| 1864                                  | 1878                                  | 1890                                  | 1900                                  | 1911                                  | 1920                                  | 1930                                  | 1940                                  | 1950                                  | 1960                                  | 1970                                  | 1981                                  | 1991                                  | 2001                                  | 2011                                  |
|                                       |                                       |                                       |                                       |                                       |                                       |                                       |                                       |                                       |                                       |                                       |                                       | 4 378                                 | 6 683                                 | 7 136                                 |

Criada pela Lei n.º 69/89,  de 25 de Agosto, com lugares da freguesia de Sacavém

## História
A história do Prior Velho está ligada a Sacavém, freguesia a que pertenceu até ao final dos anos 1980 do século passado. Mediante o aparecimento de alguns vestígios arqueológicos que remontam a épocas distantes, podemos dizer que o povoamento do Prior Velho começou durante a época árabe. O topónimo, Prior Velho, poderá estar relacionado com os inícios da Nacionalidade.
No ano de 1584 em Sacavém (Prior Velho), entre várias propriedades, existia uma que recolhia um Pároco de provecta idade de nome Francisco da Costa. À volta da Quinta, foi lentamente crescendo o aglomerado populacional que se passou a chamar “Prior Velho”, aparecendo esta localidade já assim referida em escritos de 1876.
Para além da “Quinta do Prior Velho”, predominavam em toda a área do que foi a Freguesia do “Prior Velho”, outras quintas, algumas ainda existentes com construções seculares como por exemplo a Quinta da Francelha, cujo palacete e jardim foram considerados Património Nacional. Das árvores dessas quintas destacavam-se as oliveiras, ainda hoje visíveis e também ligadas à história religiosa.
Olival do Santíssimo (parcela de área considerável da Freguesia) assim designado ainda por muitos e em registos de propriedades. Designação que terá ficado por dessas oliveiras e da azeitona ser extraído o azeite para alumiar o Santíssimo Sacramento do Mosteiro de Sacavém.
Nas primeiras décadas do século XX, e seguintes, a migração de pessoas do interior do país, nomeadamente Alentejo e Beiras, para junto da capital à procura de emprego nas fábricas das proximidades, leva ao aumento da população e das construções dos pátios, villas, etc. nesta localidade. Iniciam-se também, ao que nos consta, as construções de edifícios no Figo Maduro onde se instalaram empresas do ramo da metalurgia, construção civil, armazéns, etc.
O desenvolvimento que se verificou ao longo de todo o século XX levou à criação da freguesia, em 30 de junho de 1989, por desmembramento de Sacavém, através da lei n.º 69/89, de 25 de Agosto.
Foi elevada a vila em 12 de junho de 2009, através da lei n.º 40/2009, de 3 de Agosto.

## Religião
Prior Velho tem como padroeiro da paróquia São Pedro. Pode visitar o site da Paróquia em: http://www.paroquia-sppv.pt

## Vertente industrial
Sendo na vertente industrial uma das mais importantes do Município de Loures, com um grande número de residentes a trabalhar na freguesia, podemos considerar o Prior Velho como um lugar de fixação e não apenas um dormitório. O seu crescimento urbano, que lhe permitiu uma justa ascensão à categoria de Freguesia iniciou-se em meados do século passado, com a construção do aeroporto da Portela e da auto-estrada do Norte. Foi nessa altura que começaram a fixar-se no território as primeiras unidades industriais, e de seguida numerosos núcleos populacionais.

## Património
Da edificação do património do Prior Velho, destaca-se claramente a Casa da Quinta da Francelha de Cima, com o seu belo palacete. Brasonada, ostenta galhardas tradições históricas e arquitectónicas. Está classificada como Monumento Nacional e merece uma visita cuidada.

## Heráldica
A Freguesia de Prior Velho utilizava a seguinte bandeira e brasão de armas:
Armas: um escudo de prata, uma roda dentada de vermelho entre dois ramos de oliveira de verde, frutados de negro; em chefe, um chapéu eclesiástico de negro com duas borlas e, em ponta, um cacho de uvas de ouro sustentado por folhas de verde. Coroa mural de prata de três torres. Listel branco, com a legenda de negro, em maiúsculas: “PRIOR VELHO – LOURES”. Bandeira de verde; cordões e borlas de prata e verde.
A roda dentada simboliza as actividades mecânicas das primeiras indústrias a instalarem-se na área da freguesia e ainda com alguma predominância no conjunto das empresas existentes. Os dois ramos de oliveira evocam os olivais que pontuavam o território da freguesia, dos quais ainda resta alguma toponímia evocativa dos mesmos, bem como, em alguns locais ainda sem construção, as próprias oliveiras. O Chapéu Eclesiástico, evocativo do topónimo “Prior Velho”, no qual tem origem o nome da freguesia. Por fim, o cacho de uvas é uma referência ao vinho produzido na Quinta da Francelha.

## Residir no Prior-Velho
O "Residir no Prior-Velho" foi criado no final de 2018 como um movimento cívico, independente e sem qualquer filiação política, composto por simples residentes, maioritariamente trabalhadores por conta de outrém, de várias faixas etárias, tendo como único objectivo que o Prior-Velho se desenvolva e que tenha o destaque que merece na União de Freguesias de Sacavém e Prior-Velho. Neste contexto, para além do importante fórum que representa para os residentes, empresas e trabalhadores da Vila, através da página de Facebook, disponível em https://www.facebook.com/residirpriorvelho/, também foi criado um sítio de apoio, disponível em https://sites.google.com/view/residirpv.
As diversas iniciativas e sugestões agregadas por esta iniciativa, maioritariamente oriundas de residentes que não conseguiram dar o seguimento devido às suas preocupações ou sugestões, foram agregadas num documento de reflexão intitulado "Fomentar o Desenvolvimento do Prior Velho e Resolver as Questões Estruturais", publicado no dia 8 de março de 2019: "Um documento que materialize desde logo os tópicos que foram sendo recolhidos nos primeiros dois meses, desde a criação do site de apoio, e sobre o qual residentes, empresas e trabalhadores partilharam as suas questões e sugestões. Cremos que o presente documento deverá nortear algumas das decisões a tomar por parte dos eleitos para os diversos cargos no domínio do poder local, desde a Junta de Freguesia até à Câmara Municipal, incluindo as respetivas Assembleias de Freguesia e Municipal. Porém, não deve ser tido em conta como um instrumento facilitador do seu trabalho, mas antes um guia para futuras ações a tomar, no desempenho das suas funções. Cabe a todo e qualquer um que desempenhe ou pretenda desempenhar funções nas entidades autárquicas, ir ao encontro da população e empresas auscultando diretamente as suas preocupações, sugestões e opiniões".